# Edgar V. Saks
Edgar Valter Saks (Tartu, 25 gennaio 1910 – Montréal, 11 aprile 1984) è stato uno scrittore e storico estone.
È stato ministro dell'istruzione del governo estone in esilio dal 1971 fino alla sua morte.

## Studi storici
Edgar V. Saks ha scritto numerosi libri e articoli sui popoli ugro-finnici, trasmettendo una versione controversa delle origini del popolo finnico e del suo primo insediamento in Europa. 
Il suo libro The Estonian Vikings: a Treatise on Finno-Ugric Viking Activities descrive l'antica storia degli estoni e di altri popoli finnici che vivevano sulle rive del Mar Baltico. Le sue opere etimologiche forniscono informazioni su ipotetici estesi insediamenti preistorici estoni nell'Europa settentrionale. In Esto-Europa, Saks trova influenze baltico-finniche in diverse regioni d'Europa. Costruendo etimologie estoni per molti toponimi, inclusi Warszawa e Sumer, Saks ha argomentato che deve esserci stata un'ampia influenza finnica preistorica non solo in Europa, ma anche nelle regioni vicine. Le sue opere sul ruolo degli antichi estoni in Europa hanno provocato critiche da parte degli studiosi, comprese accuse di interpretazione arbitraria delle fonti, le quali sono spesso obsolete o errate, definendole pseudostoria. Il linguista Urmas Sutrop si è riferito a lui come "fantasista e autore di libri di storia pseudoscientifici".

## Pubblicazioni

### Opere in inglese
- Aestii (Montreal-Heidelberg, 1960)
- Esto-Europa (Montreal-Lund, 1966)
- Commentari sul Liber Census Daniae (Montreal-Ann Arbor, 1974)
- I vichinghi estoni (Londra-Montreal, 1981)